# Pristimantis ventrimarmoratus
Pristimantis ventrimarmoratus é uma espécie de anfíbio  da família Craugastoridae.
Pode ser encontrada nos seguintes países: Bolívia, Equador, Peru e Brasil.
Os seus habitats naturais são: florestas subtropicais ou tropicais húmidas de baixa altitude, pântanos subtropicais ou tropicais e regiões subtropicais ou tropicais húmidas de alta altitude.